# Hexechamaesipho
Hexechamaesipho is een zeepokkengeslacht uit de familie van de Chthamalidae. De wetenschappelijke naam van het geslacht werd voor het eerst geldig gepubliceerd in 1996 door Poltarukha.

## Soort
De volgende soort is bij het geslacht ingedeeld:
- Hexechamaesipho pilsbryi (Hiro, 1936)